# Leistungsbereitschaft
Leistungsbereitschaft bezeichnet das Maß, in dem eine Person bereit ist, ihre körperliche oder geistige Leistungsfähigkeit in Form von Arbeit für ein bestimmtes Ziel einzubringen.

## Allgemeines
Als Ziele kommen bei Arbeitnehmern Unternehmensziele, bei Privatpersonen persönliche Ziele in Betracht. Das zu erreichende Arbeitsergebnis kann individuell bedeutsam sein, im sozialen Zusammenhang notwendig erscheinen oder in einem Arbeitsverhältnis vertraglich vereinbart sein. Dem Ziel entsprechend muss in demjenigen, der die Arbeitsleistung erbringen soll bzw. erbringen will, eine entsprechende Motivation vorhanden sein. Nur mit diesen ist die Leistung überhaupt abrufbar und das Arbeitsleid überwindbar. Leistungsbereitschaft ist die Voraussetzung für das Hervorbringen von Leistungen in der Physik, Schule, Sport, Unternehmen oder in der Volkswirtschaft.

## Betriebswirtschaftslehre
In der Betriebswirtschaftslehre erstreckt sich der Begriff auf das Zurverfügungstellen von Produktionsfaktoren (Arbeit, Betriebsmittel, Werkstoffe) und auf alle zur Produktion erforderlichen Maßnahmen (Arbeitsvorbereitung).
Bereits Erich Gutenberg wies 1958 darauf hin, dass die menschliche Arbeitsleistung im Betrieb von seinen Fähigkeiten und seinem Antrieb bestimmt werde. Fähigkeiten waren seine körperlichen, geistigen und seelischen Anlagen, unter Antrieben verstand er eine „positive Einstellung zur Arbeit“ (also Arbeitsmotivation). Diese Faktoren nennt er subjektive Arbeitsbedingungen, während die objektiven Arbeitsbedingungen die Arbeitstechnik, Gestaltung des Arbeitsplatzes und die Pausenregelung umfassen.
Der erreichbare Leistungsgrad der Mitarbeiter hängt ab von der Leistungsfähigkeit und der Leistungsbereitschaft. Er kann beeinflusst werden durch Leistungsentgelte (Leistungslohn oder Leistungsprämie).
Die Leistungsbereitschaft wird REFA zufolge auch als Betriebsfähigkeit bezeichnet: „Die Betriebsfähigkeit wird wesentlich durch die technische Abnutzung des Betriebsmittels beeinflusst. Sie macht sich bemerkbar in Abnahme der Präzision, verminderter Produktionsausbeute, erhöhter Ausschussquote und erhöhten Stillstandszeiten (Einfluss auf quantitative Leistung).“ Die quantitative Kapazität eines Produktionsfaktors (Betriebsmittel, Personalkapazität, Werkstoffe) ergibt sich aus seiner Leistungsbereitschaft. Die Leistungsfähigkeit der Betriebsmittel ist vom Grad der Modernität, dem Grad der technischen Abnutzung und der Betriebsfähigkeit abhängig.

## Psychologie
Die zu einem bestimmten Zeitpunkt mögliche Ausschöpfung der vorhandenen Leistungsfähigkeit hängt ab von der physischen Leistungsbereitschaft (Disposition) und der psychischen Leistungsbereitschaft (Motivation). Der Begriff Leistungsbereitschaft bezeichnet einerseits eine bestimmte Motivationslage eines Menschen in einer konkreten Situation, andererseits eine allgemeine Persönlichkeitseigenschaft (siehe Leistungsmotivation).
Leistungsbereitschaft entwickelt sich im Kindesalter, z. B. in Wettkampfspielen ab ca. dem 7./8. Lebensjahr, und durch die elterliche Anerkennung und Aufmerksamkeit sowie durch die Gewöhnung an von anderen gestellte Anforderungen.